# Rejon nowodugiński
Rejon nowodugiński (ros. Новодугинский район) – jednostka administracyjna wchodząca w skład obwodu smoleńskiego w Rosji.
W granicach rejonu usytuowane są m.in. miejscowości: Nowodugino (centrum administracyjne rejonu), Wysokoje, Dnieprowskoje, Izwiekowo, Tiosowo.

## Osoby związane z rejonem

### OdznaczeniOrderem Sławy
- Michaił Wasiljew (ur. 1909, Nikolskoje)[5]
- Piotr Puzyrkow (ur. 1926, Syczewo)[6]

### Bohaterowie Związku Radzieckiego
- Anatolij Wasiljew (ur. 1919, Zacharowo)[7]
- Aleksiej Daniłow (ur. 1923, Koptiewo)[8]
- Wasilij Jegorow (ur. 1923, Podsiewo)[9]
- Nikołaj Iwanow (ur. 1923, Jurkowo)[10]
- Wasilij Nikołajew (ur. 1921, Bojejkowo)[11]
- Gieorgij Tyrin (ur. 1918, Zamoszje)[12]
- Fiodor Iwanow (ur. 1923, Leonowo)[13]

### Bohaterowie Pracy Socjalistycznej
- Nikołaj Aleksandrow (ur. 1922, Aleksandrowskoje)[14]
- Zinaida Gorłanowa (ur. 1934, Burcewo)[15]
- Anna Ilina (ur. 1913, Siemiencowo)[16]
- Aleksiej Koroczkin (ur. 1932, Kamieniec)[17]
- Pawieł Kotow (ur. 1911, Matwiejkowo)[18]
- Iwan Morozow (ur. 1922, Konnoje)[19]

### Odznaczeni Orderem Lenina
- Nikołaj Jemieljanowicz Argunow (ur. 1899, Kuroszi)[20]
- Abram Moisiejewicz Kriwulin (ur. 1902, Czirkino)[21][22]